# Svenska skolan i Varkaus
Svenska skolan i Varkaus var en kommunal grundskola i Varkaus. 
Bruksorten Varkaus i Savolax betraktas som en av de svenska språköarna i Finland. Svenska skolan i Varkaus grundades år 1919 som Privata svenska Folk- och samskolan på initiativ av framför allt av tjänstemän vid A. Ahlstrom Oy. Skolan blev, inklusive den treåriga förskolan, 1975 i sin helhet kommunal.
Skolan hade hösten 2013 omkring 20 elever och två lärare, i förskola och till och med årskurs 6. Endast ett fåtal av eleverna hade svenska som modersmål.
Skolan låg 1993–2006 i ett renoverat historiskt trähus vid sjön Unnukka och låg sedan 2014 i förorten Könönpelto.
Stadsfullmäktige i Varkaus beslutade i december 2013 att inga nya elever skulle antas till den svenska skolan från hösten 2014 och att skolan skulle läggas ned 2019/20. Skolan stängde 2019.